# Al-Hujurat

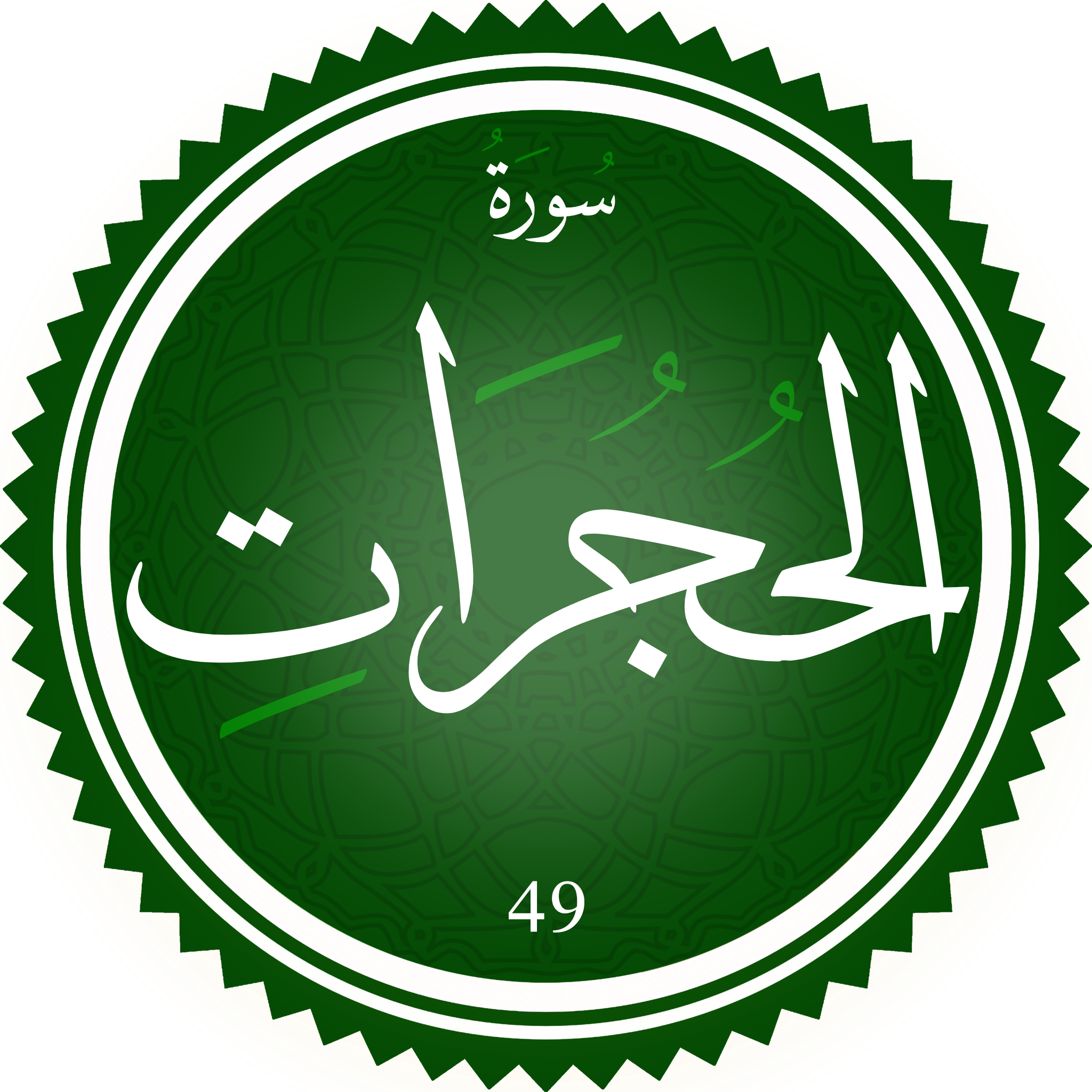
Sura al-Hujurat.

Al-Hujurat eller Al-Hudjurāt (arabiska: سورة الحجرات) ("De inre rummen") är den fyrtionionde suran i Koranen med 18 verser (ayah).
Vers 15 talar om egenskaperna hos de verkligt troende, det vill säga dem som inte vacklar mellan tro och tvivel.